# Krav Maga
| White  |
| Yellow |
|        |
| Orange |
|        |
| Green  |
|        |
| Blue   |
|        |
| Brown  |
|        |
| Black  |
|        |
|        |
|        |
|        |

Krav Maga (hebrejsko קרב מגע; dobesedno kontakni boj) je vojaška borilna veščina, ki so jo razvili v Izraelu. Uči, kako v najkrajšem možnem času onesposobiti nasprotnika. V začetku so ga uporabljali izključno vojska, specialne enote in tajne službe (Mossad, Shabak, Aman, Yamas, CIA…), a se je sčasoma prilagodil tudi civilistom in se danes poučuje v Krav Maga šolah po vsem svetu. Je edinstvena borilna veščina, izjemno uporabna v vojnih pogojih, borbah za življenje in smrt, ter tudi kot samoobramba na ulicah. Krav Maga tehnike je mogoče zelo hitro osvojiti, zato jo trenirajo – in uporabljajo – tako moški kot ženske.
Načelni principi Krav Maga so tako: 
- izogni se poškodbam,
- hitro nevtraliziraj napadalca,
- hitro preidi iz obrambnih v napadalne tehnike,
- izrabi naravne telesne reflekse,
- izrabi vse kritične točke telesa in
- uporabi vse možne pripomočke.

## Zgodovina
Krav Maga je nastal v 30-ih letih dvajsetega stoletja. Imi Lichtenfeld (1910–1998), znan tudi kot Imi Sde-Or, je prvi pričel s poučevanjem Krav Maga v Bratislavi z namenom, da bi pripadnikom židovske skupnosti pomagal pri obrambi pred nacistično vojsko. Kot izjemen poznavalec borilnih veščin je oblikoval skupine mladih, bojevitih Židov, ki so se borili proti nacističnim skupinam v mestih in postali t. i. »street fighterji«. Z ustanovitvijo židovske države je Imi postal glavni inštruktor Izraelskih obrambnih sil in pri tem ves čas intenzivno razvijal in izpopolnjeval tehnike.